# جون كوتشي
جون كوتشي (باليابانية: 東風淳؛ بالكانا: コチ ジュン) هو لاعب كرة قدم ياباني في مركز حراسة المرمى، ولد في 22 مايو 1983 في ماتسودو في اليابان. لعب مع آلبيركس نيغاتا ونادي تشونبوري.

## وصلات خارجية
- جون كوتشي على موقع قاعدة بيانات كرة القدم.إي يو (الإنجليزية)
- جون كوتشي على موقع Soccerway.com (الإنجليزية)